# Nagyrév
Nagyrév es un pueblo húngaro perteneciente al distrito de Kunszentmárton, condado de Jász-Nagykun-Szolnok.

## Superficie
Cuenta con una superficie de 29,79 km².

## Demografía
Hasta 2024 la población era de 593 habitantes, con una densidad de población de 19,90 hab/km².
| Gráfica de evolución demográfica de Nagyrév entre 2020 y 2024 |
|                                                               |
| Datos según la Oficina Central de Estadística de Hungría.     |